# Quattro stagioni (Arcimboldo)
Quattro stagioni è una serie di quattro dipinti realizzata dal pittore Giuseppe Arcimboldo.

## Storia
Dopo la partenza verso la corte di Vienna, nel 1562 Giuseppe Arcimboldo divenne pittore di corte sotto l'erede al trono e futuro imperatore Massimiliano II, per il quale compose due cicli di dipinti, Le stagioni e I quattro elementi. La loro disposizione era studiata in modo tale che ognuna delle stagioni fosse rivolta verso un elemento, creando un sistema di rapporti tra microcosmo e macrocosmo propri della dottrina aristotelica; l'interpretazione attuale è quella di opere volte a celebrare il reame viennese tramite un assetto allegorico. Dei dipinti della versione originale rimangono soltanto L'Inverno e L'Estate, custoditi al Kunsthistorisches Museum di Vienna; le versioni più conosciute sono però quelle del Louvre, copie eseguite dallo stesso Arcimboldo su richiesta di Massimiliano II nel 1573. Si differenziano dall'originale viennese per una cornice floreale presente in tutti e quattro i dipinti.
Nei primi anni del novecento quest'opera era considerata una "macabra burla" dei disegni caricaturali di Leonardo, che forse Arcimboldo poté vedere a Milano; probabilmente il pittore ne fu ispirato per la composizione delle sue teste, ma i legami tra i due artisti non sono chiari.

## Descrizione e stile

### Primavera
La Primavera è una donna composta da una grande varietà di fiori, con il capo rivolto verso sinistra come l'Autunno. Tutta la figura ha origine da una composizione floreale, la pelle del viso e le labbra sono petali di rosa, boccioli e corolle, i capelli sono un bouquet variopinto e rigoglioso, gli occhi sono bacche di belladonna. Una collana di margherite ne orna il collo, mentre il corpo è coperto da una vasta selva di foglie di differenti fogge.
L'impianto allegorico del dipinto è stato largamente studiato, e dall'analisi risultano chiari alcuni particolari: si nota una preponderanza dell'iris sul seno della donna, mentre l'orecchino è formato da un'aquilegia; assieme al giglio che risalta sul capo, si tratta di fiori con una valenza simbolica molto evidente, in particolare in un'iconografia lontana da quella italiana.

### Estate
Nella versione originale, come in quella del Louvre, è il solo dei dipinti a portare la firma di Arcimboldo, anche se la paternità dell'autore non è messa in dubbio per i restanti tre. Il soggetto è ancora una donna, ma, a differenza della Primavera, ha il viso rivolto verso destra: questo crea quindi una divisione a coppie dei dipinti.
Il volto, a differenza della Primavera, è costituito non di fiori ma di frutti, verdure e ortaggi: le ciliegie ornano tutto l'orlo della capigliatura e si ritrovano anche sul viso a comporre il labbro superiore; la guancia è formata da una pesca, il naso è un cetriolo, l'orecchio visibile è una melanzana, e il sopracciglio una spiga di grano.
Il vestito è formato interamente da grano, sul collo merlato si nota la scritta GIUSEPPE ARCIMBOLDO F, mentre sulla manica è inciso l'anno 1573; dal petto spunta un carciofo.

### Autunno
L'Autunno è rappresentato come un uomo dai lineamenti grossolani, poco gentili; come la Primavera, egli guarda verso sinistra. Il collo, formato da due pere e da alcuni ortaggi, spunta da un tino parzialmente distrutto mentre le doghe di legno che lo formano sono tenute legate tramite dei rami di salice.
La faccia è formata da pere e mele, visibili in particolare sulla guancia e per il naso; il mento è un melagrano, mentre l'orecchio, un fungo, regge un pendente a forma di fico. Le labbra e la bocca sono formate dal riccio della castagna mentre la peluria del viso è resa tramite del grano. La capigliatura è composta esclusivamente da uve e viti, alla cui sommità si trova una zucca, contraltare del giglio della Primavera.

### Inverno
L'Inverno è rappresentato come un vecchio la cui pelle è un tronco nodoso, con escoriazioni naturali e rigonfiamenti del legno; tali deformazioni insistono nel rappresentare quindi le rughe e la pelle rovinata dall'età. La barba, rada e poco curata, è resa tramite radici o piccoli rami; la bocca è formata da due funghi. L'occhio visibile è una spaccatura nera del legno, così come l'orecchio è ciò che resta di un ramo spezzato; i capelli sono un groviglio di rami, accompagnato sul retro da una serie di piccole foglie. La spoglia figura è ravvivata solamente dai colori del limone e dell'arancia, pendenti da un ramo proveniente dal "petto" dell'uomo: l'inverno è infatti la stagione in cui la natura non è rigogliosa e non dà frutti, se non gli agrumi in Italia.
La veste dell'uomo è una semplice stuoia di paglia, su cui però è ricamato uno stemma che forse rimanda al committente dell'opera: nella versione originale del dipinto il vecchio indossa un mantello con sopra effigiata una M ed una corona, in questo caso certamente un richiamo a Massimiliano II. L'inverno, prima stagione dell'anno nel calendario imperiale romano e perciò la più importante tra le quattro, venne associata all'imperatore in maniera anche più diretta tra i contemporanei.

## Le quattro stagioni

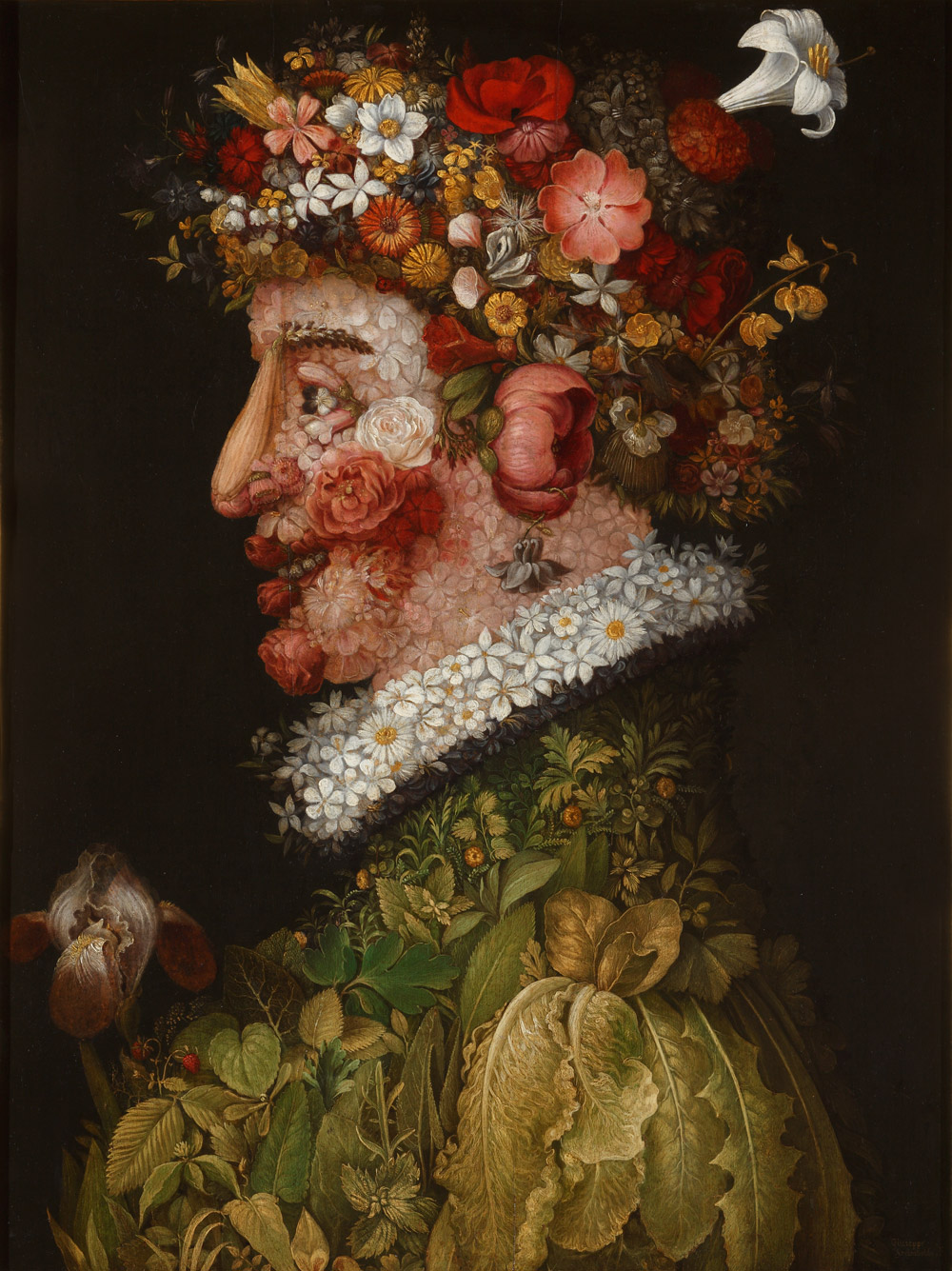
Primavera (1563), Real Academia de Bellas Artes de San Fernando di Madrid
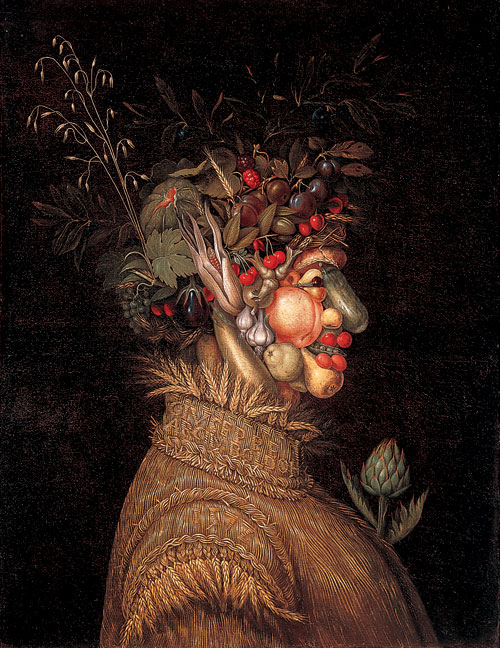
Estate (1572), Denver Art Museum
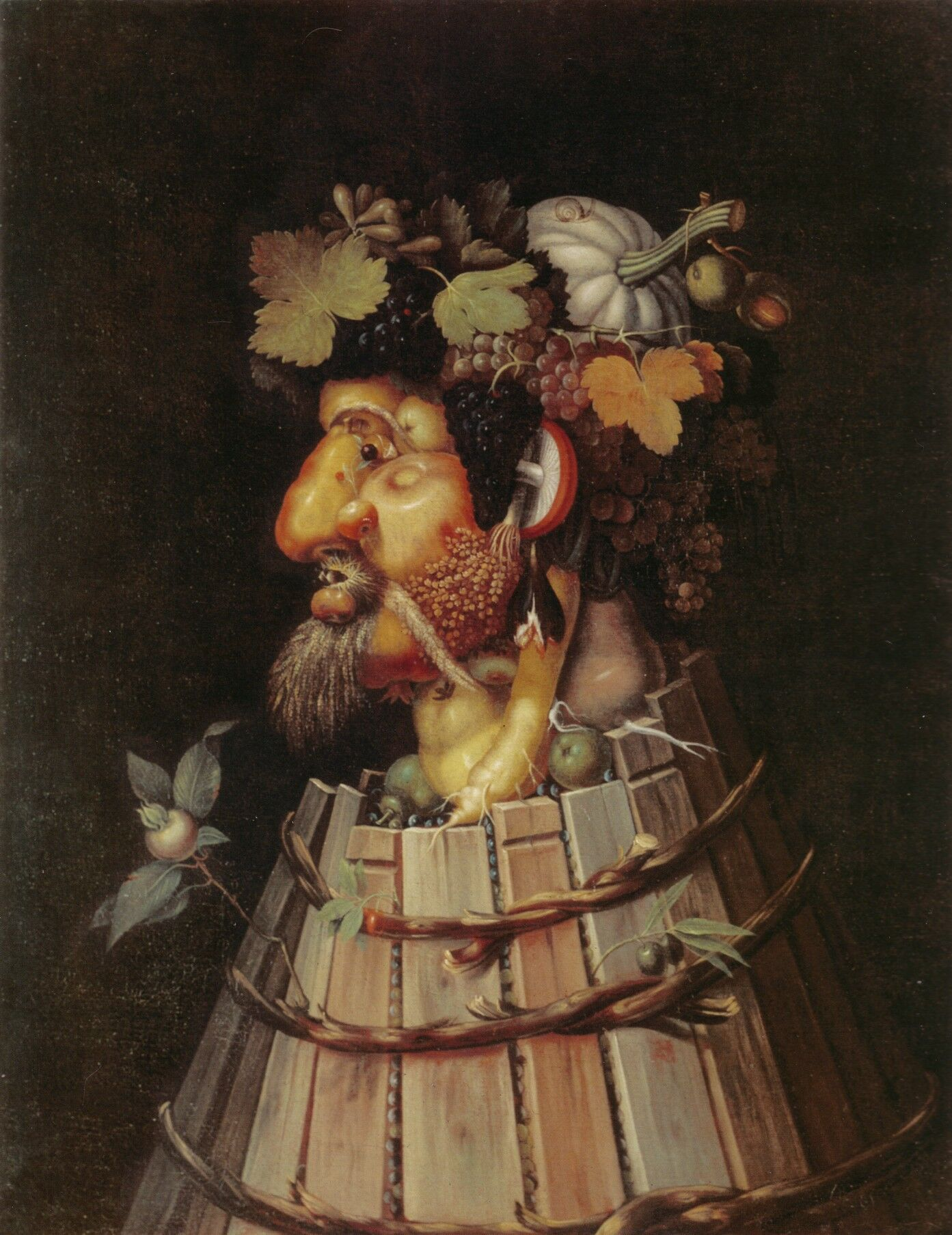
Autunno (1572), Denver Art Museum
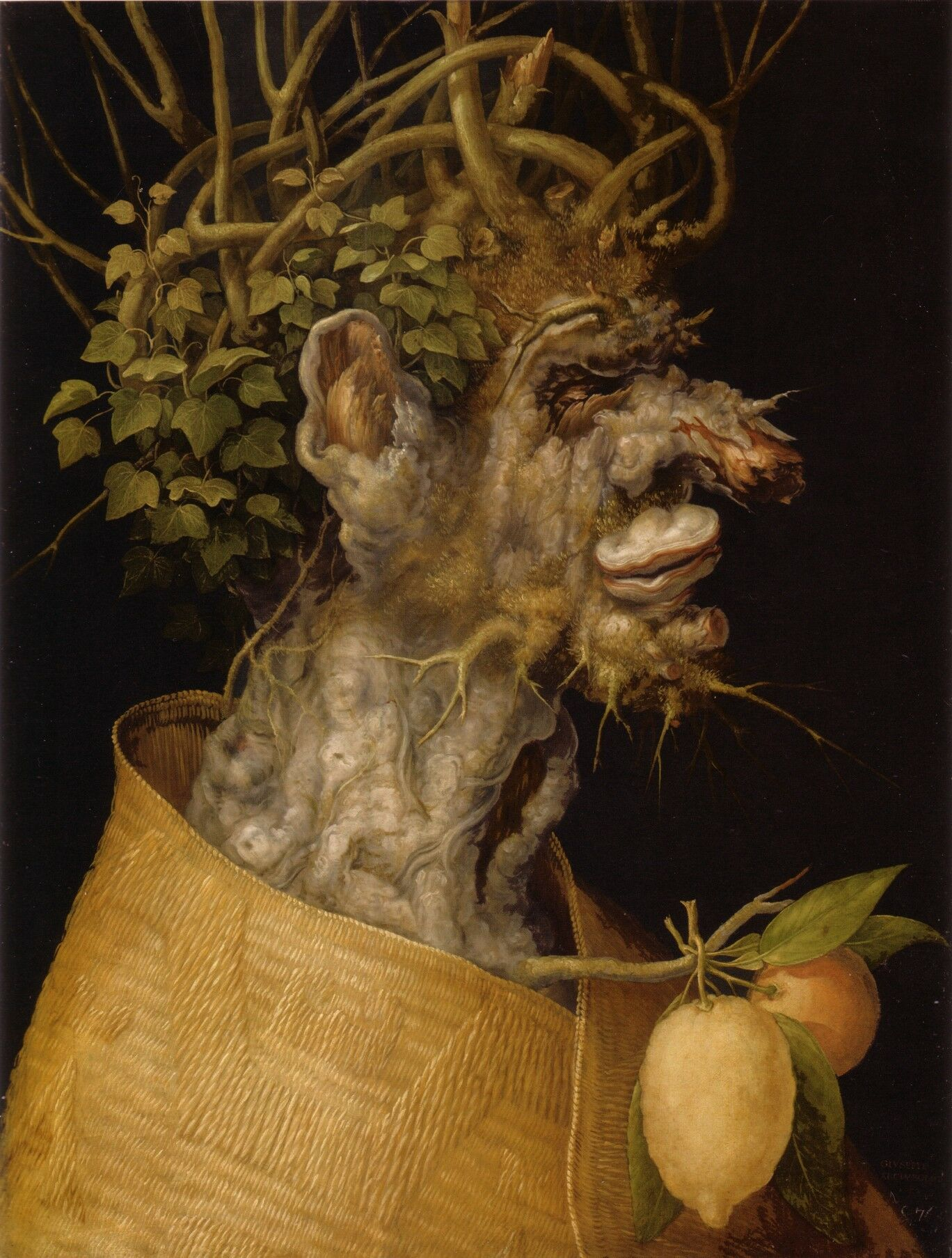
Inverno (1563), Kunsthistorisches Museum di Vienna